# Кив, Арик Ефимович
Кив Арик (Арнольд) Ефимович (род. 28 июля 1935, Одесса) — советский и украинский учёный-физик. Доктор физико-математических наук (1978), профессор (1982).

## Биография
Родился 28 июля 1935 года в городе Одесса.
В 1959 году окончил Одесский государственный университет.
В 1960—1972 годах работал в АН Узбекской ССР (Ташкент): научный сотрудник Института ядерной физики и электроники, в то же время учёный секретарь Отдела физико-математических наук. В 1962—1970 годах — учёный секретарь Координационного совета по мирному применению атомной энергии. Преподаватель Ташкентского политехнического института.
В 1972—1983 годах — заведующий кафедрой физики Криворожского педагогического института.
С 1983 года — в Южноукраинском педагогическом университете (Одесса): заведующий кафедрой теоретической физики, с 2006 года — заведующий кафедрой физического и математического моделирования.

## Научная деятельность
Специалист в области твёрдого тела. Изучал проблему радиационных эффектов в сульфиде калия. Развил теорию подпороговых радиационных эффектов и радиационно-стимулированной диффузии в полупроводниках; доказал влияние низкоэнергетичной радиации на структурные нарушения в материалах электронной техники и приборов; определил механизмы природного старения материалов, разработал средства для определения эксплуатационного ресурса материалов и приборов.
Автор 70 научных работ. Член учёного совета Пражского и Рижского университетов. Соросовский профессор.

### Научные труды
- Механизмы образования и миграции дефектов в полупроводниках / М., 1981.
- Радиационные методы в твердотельной электронике / М., 1990.
- Mechanisms of destruction of solid surfaces induced electron excitons // Computer Modelling of Electronic and Atomic Processes in Solids. Boston; London; Dordrecht, 1997.
- The nature of HT Vt shift in NROM memory transistors // IEEE Transactions on Electron Devices. 2006. Vol. 53 (в соавторстве).
- Irradiation-induced pulsations of reverse biased metal oxide/silicon structures // Appl. Phys. Letters. 2007. Vol. 91 (в соавторстве).
- Ion-beam induced formation of nanoparticles with predicted structure // Nanodevices and Nanomaterials for Ecological Security. Berlin, 2011 (в соавторстве).

## Награды
- Государственная премия УССР в области науки и техники (13 декабря 1983)[1];
- Государственная премия СССР (1988)[2];
- Грамота Президента НАН Украины за достижения в научных исследованиях (2010);
- Отличник народного образования УССР[1];
- Заслуженный работник образования Украины.